# 李继捧
李继捧（10世纪957年后—1004年），本名拓跋继捧，是宋朝初年党项族的首领、定难节度使，为李光睿的儿子。
生年不详，至少在957年后、太平兴国五年（980年），定难节度使、其兄李继筠卒，李继捧嗣位，自立为留后。宋太宗授他为定难军节度使。太平兴国七年（982年），李继捧因自己年轻，众心不服，主动到东京开封府朝觐，放弃世袭割据。宋太宗大喜，授继捧彰德军节度使，并有重赏。
其后，李继捧的族弟李继迁反宋，宋太宗用赵普之计，重新任命李继捧为定难节度使，并赐名赵保忠。后来，李继捧有和李继迁私自沟通的嫌疑，宋太宗将他免官。封宥罪侯，赐第京师。后迁右金吾卫上将军，判岳州，移复州。景德元年（1004年），宋真宗授其为永州别驾，诏监军监视，赵保忠不久去世，赠威塞军节度使。

## 影視形象

### 電視劇
| 年份   | 地區 | 作品       | 演員   |
| 1995年 | 中國 | 《贺兰雪》 | 叶庆林 |